# 可樂雞
可樂雞（英語：Cola chicken）是一種使用可樂製作醬汁或滷水的雞肉菜式，而做法各有不同，有部分將可樂作為滷水與雞肉一起燉煮，也有將可樂作為醃料，再放入焗爐烤製。雖然歐美地區的食譜常將該道菜式稱為香港特色菜，並且提及在1990年代已經流行，但確實起源已不可考，由於可樂雞在美國亦流行，並被當作是一種美式中國菜，在香港也有廚師將馬來西亞流行的仁當加入可樂，成為可樂仁當雞。

## 特點
使用原味可口可樂或原味百事可樂皆可，由於可樂的主要成分除了水之外便是糖，而根據美國可口可樂公司官網提供的資料，原味可口可樂的成分順序是碳酸水、高果糖玉米糖漿、焦糖色素、磷酸、香料，以及咖啡因。當可樂被加熱，水分會被蒸發而變得黏稠，因為可樂中的糖分被濃縮，形成類似焦糖的外觀，因此使用可樂烹調肉類，食材便會帶有甜味，同時因為可樂有焦糖色素，對於食材有著色的功能。不過有觀點認為零糖可口可樂因為使用代糖如阿斯巴甜取代白糖或高果糖玉米糖漿，而世界衛生組織於2023年將阿斯巴甜列入可能對人類致癌的物質，代糖經高溫烹煮後亦可能帶有苦味，故此不適合用來加熱烹調食材。

## 種類
可樂雞可用雞的不同部位製作，包括使用全隻雞，也有使用雞翼、雞腿、雞腳及雞胸等。可樂可與生抽、老抽、米酒、茄汁及辣醬油等，再加入八角、桂皮及已炒香的薑、蔥、蒜及辣椒等配料，調配成為滷水、醃料及醬汁，除了購買可樂及配料自行調配外，市場上亦有大量生產的瓶裝可樂味滷水汁出售，例如可樂雞翅便有用可樂滷水燉煮的，不過也有把可樂與香草調配成醃料醃製雞肉，再放入焗爐烘烤而成的，亦有可樂雞腿的菜式，煎雞扒也有配上可樂製作的醬料成為可樂雞扒。

## 外部鏈接
维基共享资源上的相關多媒體資源：可樂雞